# Oesjba
De Oesjba (Georgisch: უშბა) is een zeer opvallende bergtop in het centrale deel van de Grote Kaukasus. Het bevindt zich in de regio Svaneti in Georgië, net ten zuiden van de grens met Rusland. De hoogste top ligt op 4710 meter boven zeeniveau. De Oesjba staat bekend als de "Matterhorn van de Kaukasus, vanwege zijn schilderachtige, dubbele spits-vormige top en wordt door klimmers beschouwd als de moeilijkst te beklimmen berg in de Kaukasus.